# 朱見沛
徽莊王朱見沛（1462年3月2日—1505年6月13日），是明英宗朱祁鎮庶九子，母恭端莊惠德妃魏氏，明朝第一代徽王。朱見沛在成化二年（1466年）受封徽王，成化十七年（1481年）就藩鈞州。
他在位三十九年後，於弘治十八年五月十二（1505年6月13日）過世，庶長子朱祐檯在三年後嗣封徽王。

## 家庭

### 妻妾
- 徽莊王妃黃氏，神策衛指揮僉事黃昱之女，成化十三年十一月十一日冊封。
- 徽莊王夫人劉氏，朱祐檯的生母。

### 子女
1. 庶長子：徽簡王朱祐檯
2. 庶次子：太和端僖王朱祐檖
3. 庶三子：遂昌恭惠王朱祐樌
4. 庶四子：景寧恭裕王朱祐椀
5. 庶五子：建德康和王朱祐槿
6. 庶六子：陽城恭僖王朱祐𣡵